# Molophilus puthawing
Molophilus puthawing är en tvåvingeart som beskrevs av Günther Theischinger 1994. Molophilus puthawing ingår i släktet Molophilus och familjen småharkrankar. Inga underarter finns listade i Catalogue of Life.